# マリア・チン・アブドゥッラ
マリア・チン・アブドゥッラ (Maria Chin Abdullah、ジャウィ文字: مارية چين بنت عبدالله、Mary Chin Cheen Lian、簡体字: 陈清莲、繁体字: 陳清蓮) は、マレーシアの政治家、社会活動家。プタリン・ジャヤ地区選出の元国会議員（2018年5月-2022年11月）。党連合パカタン・ハラパン（PH）構成党である人民正義党(PKR)党員。
公正な選挙実施を求めるグループ「ベルシ（マレー語で清浄）」集会開催のほか、ベルシ2.0やオール・ウィメンズ・アクション・ソサエティ(All Women's Action Society:AWAM)、非政府組織の結成など、社会活動家として、女性と人権を擁護する。
ベルシ2.0議長（2013年-2018年）、AWAM議長、女性の権利団体 EMPOWER (Persatuan Kesedaran Komuniti Selangor)の事務局長を歴任した。

## 家族
1970年代、亡命中で元パレスチナ解放機構（PLO）の自由戦士であったマレーシアの学生活動家、モハマド・ユヌス・ビン・レバイ・アリに出会った。1987年、ララン作戦により国内治安法が106人の社会活動家や政治家たちに適用され、ユヌス・アリは拘束された。ユヌスは1989年に釈放され、3年後の1992年に二人は結婚した。マリアはイスラム教に改宗した。ユヌスは2010年に全身性エリテマトーデスによって亡くなった。アズミン・モハメド・ユヌス、アジマン・マリア、アゼミ・マリアの3人の息子がいる。

## 拘留
2016年11月18日、 告訴前に28日間の拘留が可能な治安犯罪特別措置法（SOSMA)に基づき、マレーシア王立警察はマリアを逮捕した。11日間の拘留ののち、2016年11月28日に釈放された。
彼女が拘束されたのは、40億米ドルの国家資金スキャンダルに関連した大規模な汚職疑惑でマレーシア連邦政府のナジブ・ラザク首相に対して大規模な抗議デモが行われる前日であった。米国政府は、彼女の隔離独房への拘留を批判した。

## 政治参加
2018年3月、ベルシ2.0のポストを離れ、パカタン・ハラパン(PH)連合のもと、国会議員選挙に出馬する決定を発表した。 同月末、PKRからの出馬を発表し、当時の党副総裁ヌルル・イッザ・アンワルは「PKRファミリーの一員」として歓迎した。2018年の総選挙にて、バリサン・ナシオナル連合のチュー・ヒアン・タット(21,847票)、ガガサン・セジャフテラ連合のノライニ・フシン(14,448票)を抑え、プタリン・ジャヤ地区で78,984票を獲得して当選を果たした。

## 選挙結果
| 年     | 選挙区                                 | 名前                             | 得票数 | 得票率 | 対立候補                     | 得票数 | 得票率 | 投票総数 | 得票差 | 投票率 |
| ------ | -------------------------------------- | -------------------------------- | ------ | ------ | ---------------------------- | ------ | ------ | -------- | ------ | ------ |
| 2018年 | P105 プタリン・ジャヤ、 セランゴール州 | マリア・チン・アブドゥッラ (PKR) | 78,984 | 68.52% | チュー・ヒアン・タット (MCA) | 21,847 | 18.95% | 116,597  | 57,137 | 82.74% |
| 2018年 | P105 プタリン・ジャヤ、 セランゴール州 | マリア・チン・アブドゥッラ (PKR) | 78,984 | 68.52% | ノライニ・フシン (PAS)       | 14,448 | 12.53% | 116,597  | 57,137 | 82.74% |